# Air Foyle HeavyLift
Az Air Foyle HeavyLift egy légi áruszállításra szakosodott légitársaság. Központja az Egyesült Királyságban, Bishops Stortfoldon van. Az Antonov Airlines kereskedelmi képviselője világszerte.
A társaságot 2001 februárjában alapították, majd októberben megkezdte tevékenységét. Az Air Foyle és a HeavyLift Cargo Airlines által alapított vegyesvállalat. A cég saját nevében köt üzleteket, de a társulás sikeresnek mutatkozik. A két cég fele-fele arányban osztozik a részvényeken.
Az Air Foyle HeavyLift neve összefonódott a fegyverkereskedelemmel, mivel felkelő harcosoknak szállítottak fegyvereket Sierra Leonebe és Burkina Fasóba.
A cég elnök-vezérigazgatója Christopher Foyle, aki a Foyle's könyvesbolt tulajdonosa.